# Davinópolis (Maranhão)
Davinópolis is een gemeente in de Braziliaanse deelstaat Maranhão. De gemeente telt 12.091 inwoners (schatting 2009).